# José Antonio Rodríguez (football, 1992)
José Antonio Rodríguez, né le 4 juillet 1992 à Guadalajara, est un footballeur mexicain qui évolue au poste de gardien de but aux Chivas de Guadalajara. Il remporte en 2012 la médaille d'or aux Jeux olympiques d'été de Londres.

## Carrière
Le 24 novembre 2019 avec les Chivas il marque un but spectaculaire depuis sa propre surface contre Veracruz.

## Palmarès

### En équipe nationale
- Vainqueur des Jeux panaméricains en 2011
- Troisième de la Coupe du monde des moins de 20 ans en 2011
- Vainqueur du Tournoi de Toulon en 2012
- Médaille d'or aux Jeux olympiques d'été de 2012
- Vainqueur du championnat de la CONCACAF des moins de 20 ans en 2013